# Драконовые
Драконовые, или морские дракончики, или трахиновые (лат. Trachinidae), — семейство морских лучепёрых рыб из отряда Trachiniformes. Ранее включалось в отряд окунеобразных.
Распространены в морских субтропических и умеренных водах, преимущественно в восточной Атлантике, в Средиземном и Чёрном морях. Тело удлинённое, сжатое с боков, длиной от 15 до 53 см. Всё тело за исключением головы покрыто мелкой чешуёй. Шипы первого спинного плавника и длинный острый шип на жаберной крышке снабжены ядовитыми железами. Яд не смертелен для человека, однако способен вызвать аллергические реакции и временную нетрудоспособность из-за болевого синдрома. Рыбы активны ночью, зарываясь днём в песок или ил. Питаются небольшими донными рыбами и ракообразными. Икра и личинки пелагические.

## Классификация
Семейство содержит два рода и девять видов: 
- Trachinus Linnaeus, 1758 — Морские драконы, или морские дракончики, или трахины
- Echiichtys Bleeker, 1861
  - Echiichthys vipera (Cuvier, 1829) — Малый морской дракон, или малый морской дракончик, или малый морской скорпион